# QV44
La tumba QV44 está situada en el Valle de las Reinas, en la necrópolis tebana, y fue construida durante la dinastía XX para Jaemuaset, hijo de Ramsés III.
La tumba fue descubierta e investigada en 1903 por una expedición arqueológica italiana dirigida por Ernesto Schiaparelli, director del Museo Egipcio de Turín, y Francesco Ballerini.
Aunque de menor tamaño, mide 30 m, la tumba tiene la misma distribución que las de los faraones, y en sus muros está representado el Libro de las Puertas. En su interior se encontró mobiliario funerario y un sarcófago de granito con los sellos de Ramsés IV, pero la momia había sido trasladada al escondite de Deir el Bahari durante la dinastía XXI.
Está decorada con pinturas que representan a Jaemuaset como un niño, con la coleta lateral, acompañado de Ramsés III que le presenta ante los dioses durante su viaje ritual y simbólico al Duat, la vida futura.

La tapa del sarcófago exterior de Jaemuaset (hijo de Ramsés III). Museo Egipcio de Turín.